# Padiglioni Burnham
I padiglioni Burnham (in lingua inglese Burnham Pavilions) erano due sculture pubbliche di Zaha Hadid e Ben van Berkel nel Millennium Park, che si trovavano nella zona Loop di Chicago, nell'Illinois.

## Descrizione
Entrambi i padiglioni erano situati nella Chase Promenade South. Il loro scopo era quello di commemorare il 100º anniversario del cosiddetto Piano di Chicago, un piano di progettazione e sviluppo urbanistico redatto nel 1909 da Daniel Burnham, e simboleggiavano la continua ricerca della città della visione architettonica di Burnham con l'architettura e la progettazione contemporanea. Le sculture sono state finanziate privatamente ed erano situate nel Millennium Park. I padiglioni sono stati progettati per essere strutture temporanee.
Entrambi i padiglioni dovevano essere inaugurati il 19 giugno 2009. Tuttavia, il padiglione di Hadid subì ritardi nella realizzazione e un cambio della società di costruzione. Solo il suo scheletro fu utilizzato dal pubblico nella data prevista, mentre il lavoro venne completato e inaugurato il 4 agosto 2009. Il padiglione di van Berkel subì una chiusura temporanea a causa di un'usura imprevista dal 10 al 14 agosto.